# 巴拉希夫卡 (別廖茲諾區)
51°0′8″N 26°57′56″E / 51.00222°N 26.96556°E
巴拉希夫卡（烏克蘭語：Балашівка），是烏克蘭西北部的村莊，隸屬里夫內州的里夫內區。該村始建於1495年，面積3.7平方公里，海拔高度179米，2001年人口2,169，人口密度每平方公里1,233.1人。